# St. Emmeram (Moosinning)

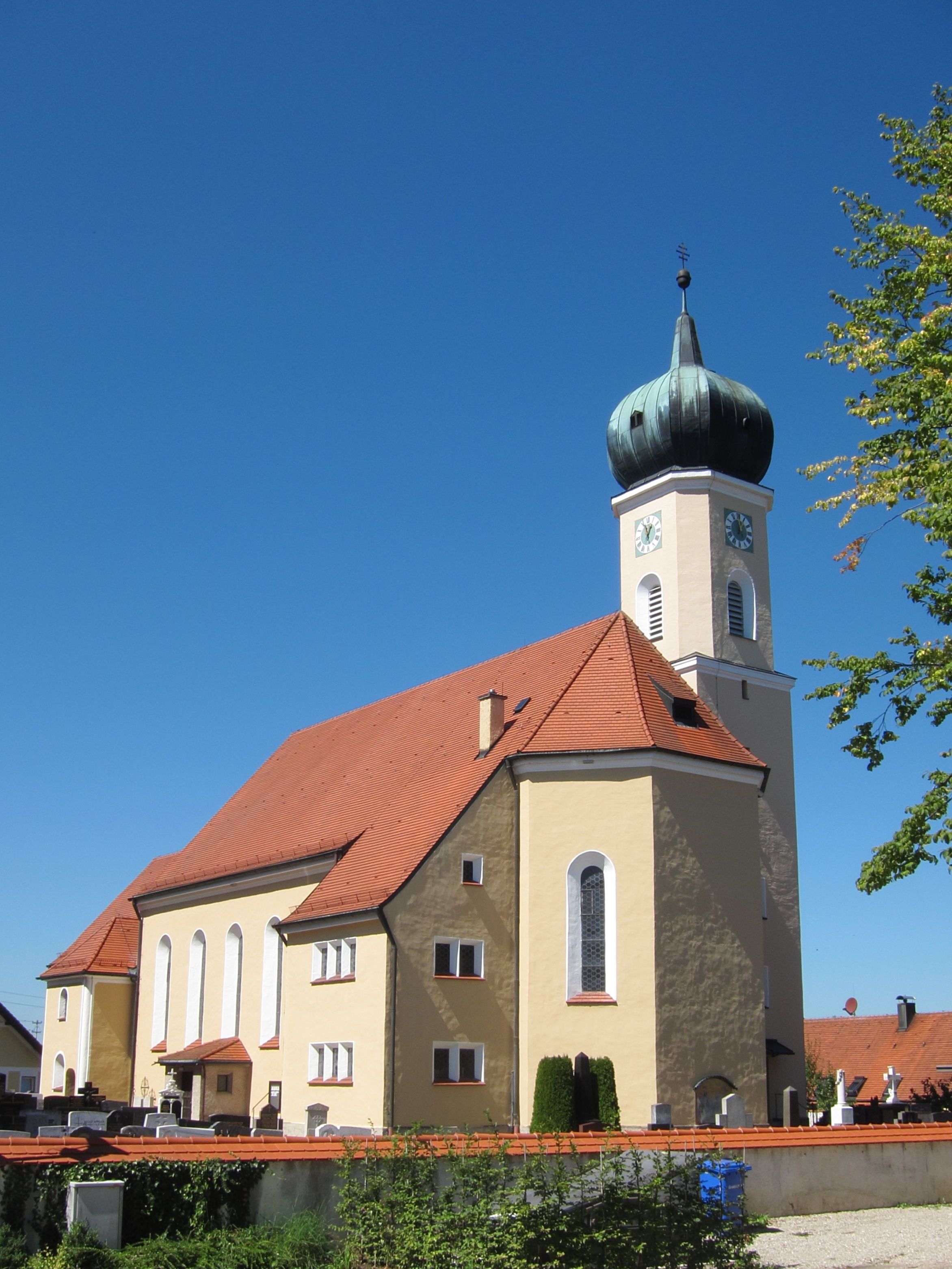
St. Emmeram

Die römisch-katholische Pfarrkirche St. Emmeram in der oberbayerischen Gemeinde Moosinning im Landkreis Erding wurde um 1700 im Barockstil erbaut. Kirchenpatron ist der Hl. Emmeram.

## Beschreibung
Der Bau ist ein barocker Längsbau mit Zwiebelturm aus der Zeit um 1700. Eine Erweiterung erfolgte im Jahr 1928. Das Frühwerk von Anton Kogler ist als Baudenkmal eingestuft.

## Glocken
Im Kirchturm hängt ein vierstimmiges Glockengeläut aus Bronze. Die Glocken wurden alle in der Erdinger Glockengießerei zu verschiedenen Zeiten gegossen.
| Nr. | Name      | Gussjahr | Durchmesser | Gewicht | Schlagton | Inschrift                                                       |
| --- | --------- | -------- | ----------- | ------- | --------- | --------------------------------------------------------------- |
| 1   | Emmeram   | 1962     | 1190 mm     | 944 kg  | e′+3      | ST.EMMERAM HEIß ICH, GOTTES EHR PREIS ICH, ZUM HIMMEL WEIß ICH. |
| 2   | Josef     | 1949     | 1060 mm     | 590 kg  | fis′+2    | SANCTE JOSEF ORA PRO NOBIS!                                     |
| 3   | Maria     | 1949     | 930 mm      | 400 kg  | gis′+0    | AVE MARIA GRATIA PLENA                                          |
| 4   | Herz Jesu | 1921     | 820 mm      |         | h′+0      | COR JESU SACRATISSIMUM MISERERE NOBIS                           |